# KK (cantante)
Krishnakumar Kunnath (23 de agosto de 1968 – 31 de mayo de 2022), conocido popularmente como KK, fue un cantante de playback indio. Grabó canciones principalmente en el idioma hindi, tamil, télugu y canarés. Reconocido por su versatilidad en una variedad de géneros musicales, KK es considerado uno de los más grandes cantantes de playback de la India. Recibió dos Screen Awards y obtuvo seis nominaciones a los premios Filmfare.
KK comenzó su carrera cantando jingles publicitarios y debutó en el cine en 1996 con una canción en Maachis. En 1999, lanzó su álbum debut, Pal. Las canciones «Pal» y «Yaaron» del álbum se hicieron populares y se utilizan en las ceremonias de graduación escolar. Este álbum resultó ser el gran avance de su carrera. La canción «Tadap Tadap Ke» de la película de 1999 Hum Dil De Chuke Sanam, le valió su primera nominación al premio Filmfare, en la categoría de «el mejor cantante de playback masculino».
KK se consolidó como uno de los principales cantantes de la década del 2000, con canciones exitosas en varios idiomas. Sus canciones más populares incluyen: «Koi Kahe Kehta Rahe» de Dil Chahta Hai (2001), «O Humdum Suniyo Re» de Saathiya (2002), «Dola Re Dola» de Devdas (2002), «Uyirin Uyirae» de Kaaka Kaaka (2003), «Apadi Podu» de Ghilli (2004), «Dus Bahane» de Dus (2005), «Kya Mujhe Pyaar Hai» de Woh Lamhe... (2006), «Tu Hi Meri Shab Hai» de Gangster: A Love Story (2006), «Aankhon Mein Teri» de Om Shanti Om (2007), «Khuda Jane» de Bachna Ae Haseeno (2008), «Zara Sa» de Jannat (2008), «Sajde» de Khatta Meetha (2010), «Piya Aaye Na» de Aashiqui 2 (2013), «Mat Aazma Re» de Murder 3 (2013), «India Wale» de Happy New Year (2014) y «Tu Jo Mila» de Bajrangi Bhaijaan (2015).
KK era conocido popularmente como «El Hipnotizador», por sus canciones románticas. KK recibió los premios Screen Awards al «mejor cantante masculino» (en música no cinematográfica) por su canción «Pal», y al «mejor cantante de playback masculino» por «Khuda Jaane», de la película Bachna Ae Haseeno.

## Juventud y trayectoria
Nacido en Delhi el 23 de agosto de 1968, de padres malayalis, Kunnath Kanakavalli y CS Menon, Krishnakumar Kunnath creció en Nueva Delhi. Cantó 3.500 jingles antes de incursionar en Bollywood.
KK asistió al Colegio Mount St Mary's ubicada en Delhi, y al Kirori Mal College, de la Universidad de Delhi. Apareció en la canción «Josh of India», lanzada para apoyar al equipo nacional indio durante la Copa Mundial de Críquet de 1999.
Después de recibir un título en comercio del Kirori Mal College, KK pasó seis meses como ejecutivo de mercadotecnia antes de dedicarse a su amor por la música. Luchó por establecerse en la competitiva industria de la grabación, cantando en hoteles para llegar a fin de mes. KK se mudó a Bombay en 1994.

## Carrera

### Cantante deplayback
En 1994, KK entregó una cinta de demostración a Louis Banks, Ranjit Barot y Lesle Lewis. UTV lo llamó y cantó un jingle para un anuncio de trajes Santogen. En un período de cuatro años, KK cantó más de 3.500 jingles en 11 idiomas. Consideraba a Lesle Lewis como su mentor, ya que le dio su primer jingle para cantar en Mumbai. Luego, KK se convirtió en cantante de reproducción, comenzando con «Kalluri Saaley» y «Hello Dr.» de A. R. Rahman para Kadhal Desam de Kadir y «Strawberry Kannae» de la película musical de AVM Productions de 1997, Minsara Kanavu.

#### Hindi
KK debutó en Bollywood con la canción «Tadap Tadap Ke Is Dil Se» en Hum Dil De Chuke Sanam (1999). Sin embargo, antes de esta canción, ya había cantado partes de «Chhod Aaye Hum» en Maachis de Gulzar (1996). KK consideraba «Tadap Tadap Ke Is Dil Se» como el punto de inflexión de su carrera. Otros temas populares incluyen «Dola Re Dola» en Devdas (2002), «Kya Mujhe Pyaar Hai» en Woh Lamhe... (2006), «Aankhon Mein Teri» en Om Shanti Om (2007), «Khuda Jane» en Bachna Ae Haseeno (2008), «Piya Aaye Na» en Aashiqui 2 (2013), «Mat Aazma Re» en Murder 3 (2013), «India Wale» en Happy New Year (2014) y «Tu Jo Mila» de Bajrangi Bhaijaan (2015).
KK recibió seis nominaciones a los Premios Filmfare. Obtuvo el premio al «mejor cantante de playback masculino» de los Screen Awards de 2009 por «Khuda Jaane», de la película Bachna Ae Haseeno. En 2022, KK trabajó con el cineasta Srijit Mukherji y el letrista Gulzar en una canción para Sherdil: The Pilibhit Saga. La canción, «Dhoop Paani Bahne De», fue la primera en publicarse tras su fallecimiento.

#### Tamil
KK interpretó canciones populares en varios idiomas, incluyendo el tamil. Según Outlook, sus canciones definieron la música cinematográfica tamil durante la década del 2000 y se convirtieron en parte de la cultura tamil. En 2004, su canción en tamil «Appadi Podu» se hizo popular en toda la India y se escuchaba en clubes y bodas. Trabajó con A. R. Rahman en «Strawberry Kanne», una canción popular, en 1997.
Durante la década del 2000, KK tuvo una serie de canciones exitosas. Cantó «Love Pannu» para Harris Jayaraj en 2001, seguido de «Kadhal Oru Thani Katchi» y «Gundu Gundu Ponne». En 2003, tuvo dos éxitos compuestos por Harris Jayaraj: «Uyirin Uyire» y «Kalyanam Dhaan Kattitkittu». «Uyirin Uyire» fue popular en las ciudades, y «Kalyanam Dhaan Kattitkittu» se volvió popular en todo Tamil Nadu.
KK interpretó «Kadhal Valarthen», compuesta por Yuvan Shankar Raja. Trabajó con Harris Jayaraj y Yuvan Shankar Raja para producir dos canciones exitosas: «Kadhalikkum Aasai» y «Ninaithu Ninaithu». «Andankaaka Kondaikaari», compuesta por Harris Jayaraj, fue otra canción exitosa. KK cantó «Annanoda Paatu» en la película Chandramukhi. Otras canciones exitosas en tamil incluyen «Pani Thuli», «Olikuchi Udambukari» y «Lelakku Lelakku Lela». A pesar de haber nacido en una familia malayali en Thrissur, KK cantó solo una canción malayali en sus 25 años de carrera: «Rahasyamay» en Puthiya Mukham (2009).

### Álbumes

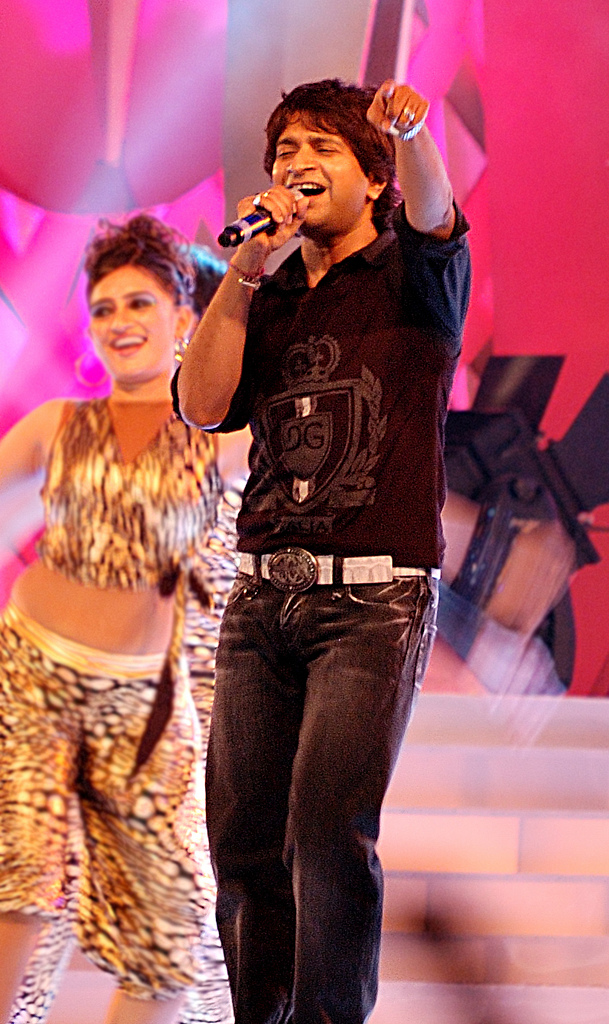
KK en un concierto en 2009.

En 1999, Sony Music se lanzó en India y buscaba introducir un nuevo artista. KK fue seleccionado y lanzó su álbum debut en solitario: Pal, con música de Lesle Lewis, del dúo Colonial Cousins (quien también se encargó de los arreglos y la producción del álbum). Pal fue un álbum de pop rock, y las canciones «Aap Ki Dua», «Yaaron» y la canción principal, «Pal», fueron populares entre el público y en las listas de música; «Pal» y «Yaaron» se reproducen con frecuencia en las despedidas escolares. KK recibió el premio Screen Awards de 1999 al «mejor cantante – masculino (no cinematográfico)» por el álbum.
Lanzó su siguiente álbum, Humsafar, el 22 de enero de 2008. El álbum incluyó las canciones «Aasman Ke», «Dekho Na», «Yeh Kahan Mil Gaye Hum», «Rain Bhai Kaari (Maajhi)» y la balada en inglés «Cineraria». La letra de la canción principal es una mezcla de inglés e hindi, y ocho canciones del álbum fueron compuestas por KK.

### Televisión
Cantó muchas canciones para series de televisión, incluyendo: Just Mohabbat, Shaka Laka Boom Boom, Kuch Jhuki Si Palkein, Hip Hip Hurray, Kkavyanjali y Just Dance. KK fue miembro del jurado en el programa de búsqueda de talentos, Fame Gurukul.
Cantó «Tanha Chala» en el programa de televisión paquistaní The Ghost, que se emitió en Hum TV en 2008. La canción fue compuesta por Farrukh Abid y Shoaib Farrukh, la letra fue escrita por Momina Duraid.
KK apareció en el programa musical de MTV India Coke Studio, donde interpretó el qawwali «Chadta Suraj» junto con los Hermanos Sabri y una versión de «Tu Aashiqui Hai» de Jhankaar Beats. También apareció en Surili Baat, en el canal Aaj Tak. KK se presentó en Sony Mix y MTV Unplugged, que se transmitió en MTV el 11 de enero de 2014. En abril de 2014, realizó su concierto «Salaam Dubai 2014» en Dubái, y se presentó en conciertos en Goa, Dubái, Chennai y Hong Kong.
El 29 de agosto de 2015, KK apareció como juez y miembro invitado del jurado en la segunda temporada del reality show de canto Indian Idol Junior. El 13 de septiembre de ese año, apareció en el programa Baaton Baaton Mein de Sony Mix. En una entrevista con Hindustan Times en 2019, KK comentó que seguía activo en la industria musical, con presentaciones en vivo y canto de reproducción. Las presentaciones en vivo le brindaban felicidad; no quería abandonar su «compromiso con la audiencia», y deseaba lanzar un nuevo álbum tras el éxito de su segundo álbum en 2008.

## Vida personal
KK se casó con Jyothy Krishna en 1991. Su hijo, Nakul Krishna Kunnath, cantó «Masti» (de su álbum Humsafar) junto a él. KK también tiene una hija llamada Taamara Krishna Kunnath.

## Artista

### Voz y estilo musical
KK no tenía formación musical formal. Según el director de cine Mahesh Bhatt, «KK tenía una amplitud emocional que reflejaba todas las estaciones del corazón. Podía ser frívolo, romántico y angustiado. Podía adentrarse en las profundidades, hablar sobre la maravilla y la magia de la vida».
KK creía que no era importante que se viera la cara de un cantante, sino que «un cantante debe ser escuchado». En una entrevista de 2019, comentó que se sentía cómodo con un micrófono pero incómodo frente a una cámara. KK valoraba y protegía «ferozmente» su privacidad. No quería que su canto se asociara con un actor en particular y prefería cantar para varios actores. Es ampliamente reconocido como un cantante muy versátil. Al hablar de su estilo de canto, Ilina Acharya de Film Companion señaló: «La voz suave y de textura melosa de KK fluía como el agua. Podía proyectar cualquier tono y timbre. Podía moldear su tono para resonar con los altibajos de la experiencia humana».

### Inspiración
KK a menudo consideraba al legendario cantante Kishore Kumar como su inspiración. Al no haber tomado ninguna formación formal, KK citó a su ídolo como una de las razones y añadió: «Desde el principio, podía aprender una canción solo escuchándola, es algo con lo que he sido bendecido. Más tarde supe que Kishoreda nunca había aprendido música, así que tuve aún más razones para no ir a clases de música». Sneha Bengani de CNBC TV18 lo comparó con su inspiración y señaló: «Al igual que las de Kumar, las canciones de KK también son entidades independientes, más grandes que las películas o álbumes a los que pertenecen».

## Impacto y reconocimiento

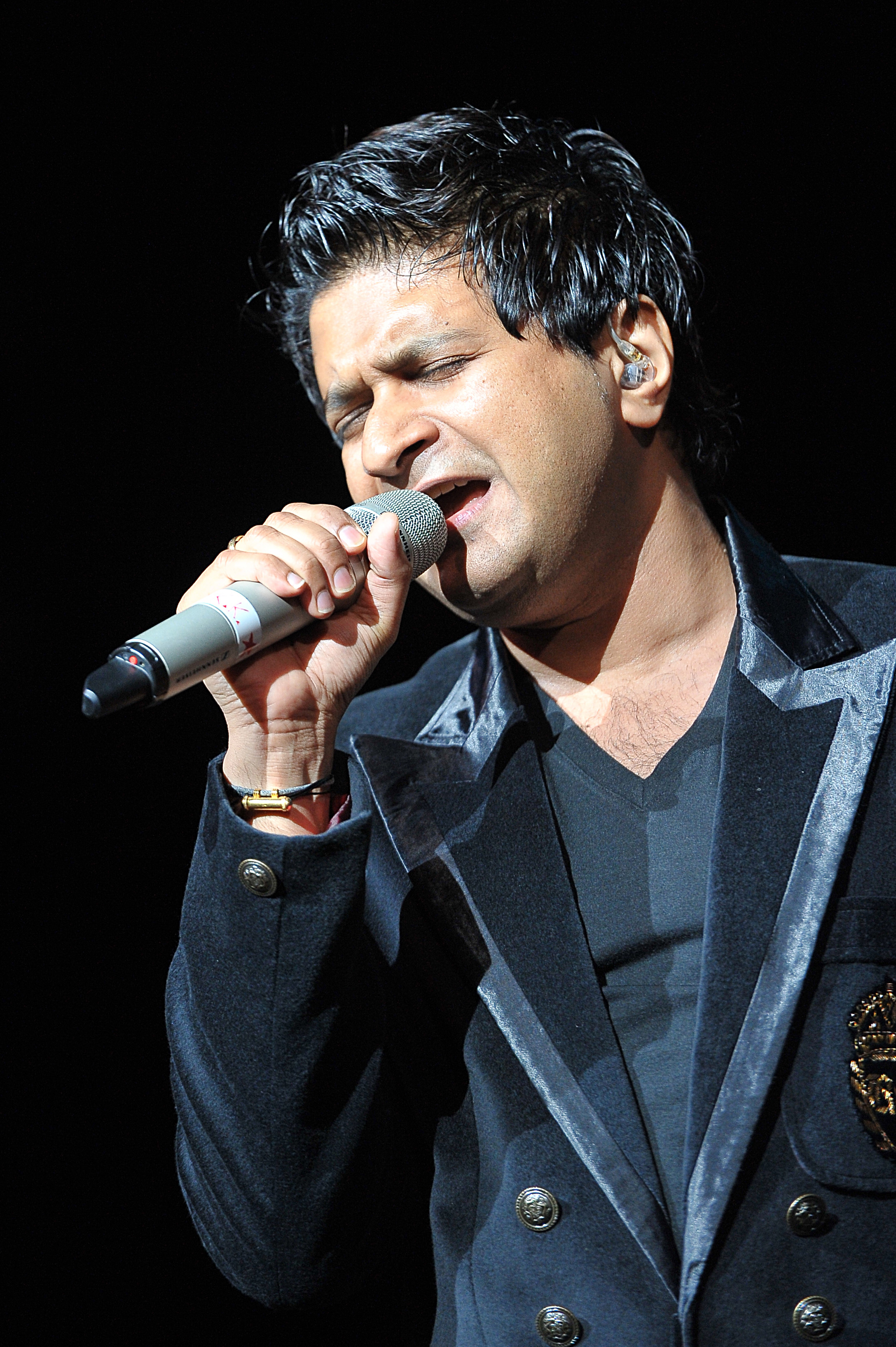
KK en un evento en 2012.

KK es descrito en los medios como uno de los cantantes más populares y versátiles del cine indio. S. R. Praveen lo calificó como un «raro cantante malayali» que triunfó en Bollywood. India TV lo colocó en su lista de los «10 mejores cantantes de Bollywood de todos los tiempos». KK ocupó el puesto 30 en la lista de los «100 asiáticos más buscados» de Google en 2022. Un total de nueve canciones de KK se incluyeron en la lista de las «40 mejores bandas sonoras de Bollywood de todos los tiempos» de la BBC. Su trabajo ha recibido elogios de varios artistas. Arijit Singh lo consideraba su cantante favorito y mentor; en 2023, Singh le rindió homenaje interpretando su canción «Dil Ibadat» en uno de sus conciertos. Abhijeet Bhattacharya lo llamó un «cantante innovador» y añadió: «KK fue un cantante que marcó tendencias, lo cual aún continúa. Fue el último cantante de reproducción que tuvimos... Los que vinieron después de él, no los considero cantantes de reproducción. Sus canciones estaban escritas para la pantalla y los héroes». Anupam Roy llamó a KK su ídolo y añadió que era un «intérprete lleno de energía», que obtenía su energía del público.
Shaan elogió la ética de trabajo de KK y añadió: «Tuvimos algunos de nuestros mejores momentos grabando canciones juntos o actuando en el escenario. KK era muy disciplinado. Siempre estaba a tiempo, y su preparación, ya sea para grabar una canción o para un espectáculo en vivo, siempre era impecable. Hicimos grandes duetos juntos». Sunidhi Chauhan lo llamó su favorito y agregó: «Solía enloquecer con KK en el escenario, y nunca olvidaré los pocos shows que hicimos juntos. Personalmente, soy fan de KK, tanto que me encantaría ser un poco como él». A. R. Rahman, Richa Sharma, Amit Mishra, Usha Uthup, Shreya Ghosal, Sonu Niigaam, Vishal Dadlani y Mohit Chauhan han elogiado a menudo sus habilidades musicales y sus canciones.
Muchos actores también han mencionado a KK como su favorito. Pankaj Tripathi declaró: «He sido un gran fan de KK, es uno de mis cantantes favoritos. La canción que cantó es un tema muy conmovedor y maravilloso». KK interpretó varias canciones para Emraan Hashmi, quien dijo: «Una voz y un talento como ningún otro... Ya no los hacen como él. Trabajar en las canciones que KK cantaba siempre fue algo mucho más especial».

## Enfermedad y fallecimiento
El 31 de mayo de 2022, KK realizó un concierto en un festival universitario en Nazrul Mancha, en el sur de Calcuta. Después del concierto, regresó a su hotel en Esplanade. En el camino de regreso, se quejó de sentirse mal y, al llegar al hotel, sufrió un paro cardíaco. Colapsó, y los esfuerzos por reanimarlo en el hotel fueron en vano. KK fue trasladado de urgencia al Instituto de Investigación Médica de Calcuta (CMRI) alrededor de las 10:30 p.m., donde fue declarado muerto. Tenía 53 años.
El 1 de junio de 2022, la policía de Calcuta registró un caso de muerte no natural para investigar el fallecimiento de KK. La autopsia fue grabada en video; el informe citó un infarto de miocardio (ataque cardíaco) como la causa probable de su fallecimiento, descartando un crimen. Según el médico que realizó la autopsia, KK podría haber sobrevivido si hubiera recibido reanimación cardiopulmonar (RCP) inmediatamente después de perder el conocimiento. Había comentado a su esposa que sentía dolor en el hombro y el brazo durante varios días antes de su muerte, pensando que se debía a problemas digestivos. Según el informe de la autopsia, el corazón de KK tenía una obstrucción del 80 por ciento. Tres litigios de interés público (PIL) relacionados con la muerte del cantante se registraron en el Tribunal Superior de Calcuta.

### Funeral
El gobierno de Bengala Occidental rindió a KK un saludo de armas en Rabindra Sadan, en Calcuta. La ministra principal de Bengala Occidental, Mamata Banerjee, estuvo presente para el homenaje; figuras de la industria del cine y la música, así como políticos, incluido el primer ministro Narendra Modi, expresaron sus condolencias. Los restos de KK fueron trasladados a Mumbai, y su funeral se realizó al día siguiente (2 de junio) en el cementerio hindú de Versova, al que asistieron familiares, amigos y colegas.

## Discografía
Ya sea que estemos aquí mañana o no,

estos momentos serán recordados.

Momentos: estos son momentos de amor,

ven, ven junto a mí.

Ven, ¿qué estás pensando?

La vida es corta.

Si tenemos un mañana, sería buena fortuna.
| Año           | Álbum(es)                 | Director musical   |
| Solo          | Solo                      | Solo               |
| ------------- | ------------------------- | ------------------ |
| 1999          | Pal.                      | Lesle Lewis        |
| 2008          | Humsafar                  | KK                 |
| Compilaciones |                           |                    |
| 2002          | Humraaz.                  | Himesh Reshammiya  |
| 2011          | Soulful Voice KK          | Varios.            |
| 2014          | #Now Playing: KK Hits     | Varios.            |
| 2013          | KK: Best Of Me            | Varios.            |
| 2015          | Musical Bond: Pritam & KK | Pritam Chakraborty |

## Filmografía

### Televisión
| Año  | Título                | Rol                 | Notas                    | Ref.   |
| ---- | --------------------- | ------------------- | ------------------------ | ------ |
| 2005 | Fame Gurukul.         | Miembro del jurado. |                          | [ 86 ] |
| 2011 | Coke Studio 1.        | Él mismo.           | Episodio: 1,7.           | [ 87 ] |
| 2014 | Surili Baat.          | Él mismo.           |                          |        |
| 2015 | Indian Idol Junior 2. | Juez.               | Aparición como invitado. |        |
| 2015 | Baaton Baaton Mein.   | Él mismo.           |                          |        |

## Reconocimientos
En una entrevista con Hindustan Times, a KK se le preguntó si le molestaba ser nominado a varios premios que rara vez gana. Él respondió que no: «Como cantante, no me he sentido menos por no recibir un premio. Ganar o no ganar un premio no me afecta. Solo me gusta hacer mi trabajo de la mejor manera posible. Me hace feliz recibir buenas canciones. Me hace feliz no haber obtenido premios».

## Homenaje y honores

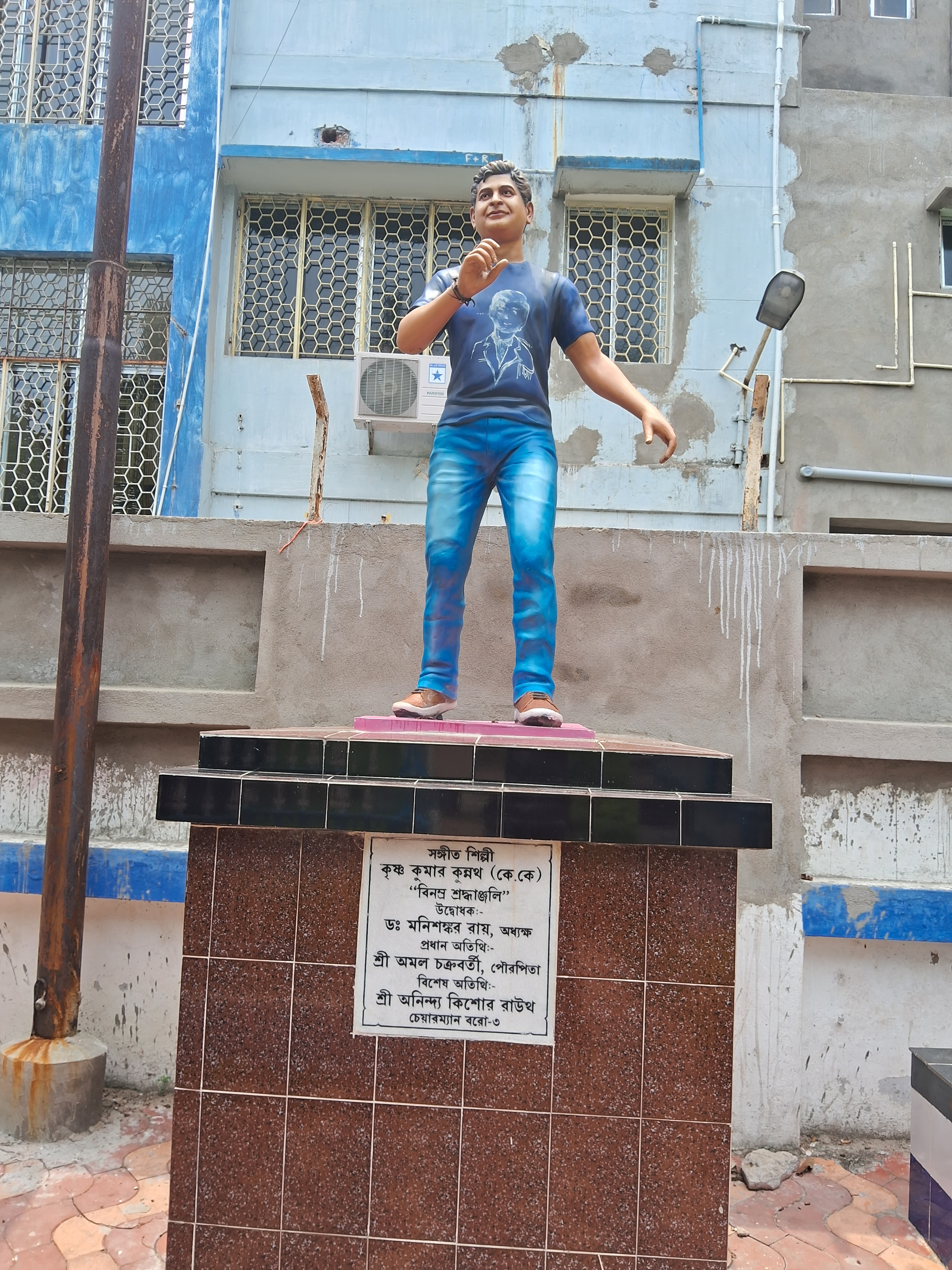
Estatua de KK, se instaló en 2023 en el lugar donde dio su última interpretación.

Al informar sobre la muerte de KK, Deccan Herald lo llamó la «voz del amor». Según The Times of India, fue el cantante más versátil de Bollywood. Un artículo en The Hindu dijo: «Hasta el final, siguió siendo una sensación en el circuito de conciertos y será recordado como el cantante que se convirtió en la voz del corazón».
En 2023, se instaló una estatua de KK en el Gurudas Mahavidyalaya en Calcuta, el mismo lugar donde realizó su último concierto. Varios cantantes como Arijit Singh, Shaan, Sunidhi Chauhan, Sonu Nigam, Shilpa Rao, entre otros, han rendido homenaje a KK interpretando sus canciones durante sus conciertos.
El 25 de octubre de 2024, Google lo homenajeó con un Google Doodle para celebrar el aniversario de su debut como cantante de reproducción en 1996, cuando cantó «Chhod Aaye Hum», en la película Maachis.